# Kanton Sedan-2
Sedan-2 is een kanton van het Franse departement Moselle. Het kanton maakt deel uit van het arrondissement Sedan.
Het kanton is gevormd bij decreet van 14 februari 2014 met uitwerking op 22 maart 2015. 

## Gemeenten
Het kanton omvat de volgende gemeenten:
- La Chapelle
- Fleigneux
- Floing
- Givonne
- Glaire
- Illy
- Saint-Menges
- Sedan (deels)